# فيك بارتولومي
فيك بارتولومي (بالإنجليزية: Vic Bartolome)‏ مواليد 29 سبتمبر 1948 في سانتا باربارا، هو لاعب كرة سلة أمريكي سابق. بدأ مسيرته الاحترافية في سنة 1970. تم اختياره من قبل فريق غولدن ستايت ووريورز خلال الدرافت. لعب في الرابطة الوطنية لكرة السلة كلاعب وسط. يبلغ طوله 7 قدم 0 بوصة (2.1 م). اعتزل اللعب في 1978.

## روابط خارجية
- فيك بارتولومي على موقع إن بي أي (الإنجليزية)
- فيك بارتولومي على موقع سبورتس رفرنس (الإنجليزية)
- فيك بارتولومي على موقع كلية كرة السلة في سبورتس رفرنس.كوم (الإنجليزية)
- فيك بارتولومي على موقع ريلجم (الإنجليزية)
- فيك بارتولومي على موقع بروبوليرز (الإنجليزية)